# Buskpuckelspindel
Buskpuckelspindel (Gibbaranea bituberculata) är en spindelart som först beskrevs av Charles Athanase Walckenaer 1802.  Buskpuckelspindel ingår i släktet Gibbaranea och familjen hjulspindlar. Enligt den svenska rödlistan är arten nationellt utdöd i Sverige. . Arten har tidigare förekommit i Götaland men är numera lokalt utdöd. Artens livsmiljö är jordbrukslandskap.

## Underarter
Arten delas in i följande underarter:
- G. b. cuculligera
- G. b. strandiana